# دلووها لهوتا (ناحیه ملادا بولسلاف)
دلووها لهوتا (ناحیه ملادا بولسلاف) (به چکی: Dlouhá Lhota) یک منطقهٔ مسکونی در جمهوری چک است که در ناحیه ملادا بولسلاو واقع شده‌است. دلووها لهوتا ۵٫۹۴ کیلومتر مربع مساحت و ۳۵۷ نفر جمعیت دارد.